# ファンロードの漫画一覧
ファンロードの漫画一覧（ファンロードのまんがいちらん）では、投稿雑誌『ファンロード』（ふぁんろ〜ど、ファンロード改、投稿道F）およびその増刊・別冊の類に商業作品として掲載された漫画作品を、作家名五十音順に列挙する（投稿作品は除外する）。作家のほとんどは元投稿常連上がりで、本業の漫画家ではない場合が多く、掲載が不定期であったり、正式な最終回もしくは終了告知のないまま連載が自然消滅するケースも珍しくない。また、一部の作品は「ファンロード・モバイル」の有料コンテンツで閲覧可能である。

## あ行

### 嵐馬破天荒
- 炸裂ケンカ骨法!!　ソ連の金メダリストに　俺がケンカの怖さを教えてやる!!（1989年 増刊マンガ・ファンロードVOL.12）
ギローチン皇帝の送り込んだ怪人達に苦しめられる人々を救うため、正義の味方獣神脇固め男が現れた。
- 怪談百物語（1990年 増刊マンガ・ファンロードVOL.13）
青年達が集まって百物語に興じていたが、話はどんどん怪談から外れてゆく。
- まんがどうして物語（1990年5月号）
モグタン（作者）とおねえさん（南野陽子）が、『地球防衛少女イコちゃん』の撮影現場に潜入する。

### 一本木蛮
- 一本木蛮のキャンパス日記（1980年代中期）

## か行

### カゲラ
（「神楽かおり」より改名）
- 両足ターン1/2（2004年7月号 - 2006年5月号）
ポップな画風の日記漫画。
- WORLD SCOPE（2006年6月号 - ）
不思議な望遠鏡で庶民の暮らしを観察する大金持ちの姉弟を狂言回しにした、短編オムニバス。

### 梶木まぐろ
- ロープレ!

### カトウハルアキ
- 夕日ロマンス （2005年7月号 - 2007年1月号）
弟・ヒロに恋焦がれる姉・ユウと、その周囲の日常。
単行本：ソフトバンククリエイティブ ISBN 9784797343175
- 真田くんと幸村さん（2008年1月号 - 同年4月号）
同級生の幸村さんが好きな真田くんは、いつも彼女のしたたかぶりに翻弄される。

### 玉兎
- カーニバルズMENU
- ART生かじり
連載当事、美術大学に通っていた作者が、美大の実態を独特のシニカルな視点で描くレポート漫画。

### くもぎり太郎（一條和春）
- こんにちは劇場

### 湖東えむ
- ヨシオ（1980年代中期） 
野村義男をモデルにした2頭身のパロディキャラクター・能村ヨシオが主役の4コマ漫画。1度だけ中川勝彦を主役にした特別編『カツヒコ』が描かれた。

## さ行

### C38はしもと
（「C38破死本」より改名）
- あなうめくん
「ウォー俺の名は○○マン!!」等の叫びとともに、毎回異なる筋骨隆々とした姿の超人が登場し、その特異な必殺技で敵を倒す4コマ漫画。技が通用せず、返り討ちに遭う場合も少なくない。毎回のゲスト超人は、途中から読者公募で選ばれたものが登場するようになった。タテナガマンやヨコハバマンなど作者がページ稼ぎを自認するような不自然なデザインのキャラ、石割る婆さんやササエさんなどアニメのパロディキャラも出てくる。
単行本：ラポート
  1. ISBN 9784897991412
  2. ISBN 9784897991634
- バチバチ三冠王（1998年4月号 - 2003年8月号）
前作「あなうめくん」の枠をそのまま受け継いだ4コマ漫画。別冊付録のスケジュール帳に登場していたキャラクター・女子大生同人作家の同人 好代（どうじん すきよ）を主人公にし、同人誌にまつわる様々な特殊能力を持った「日本同人戦士」達が、日本同人界を狙う海外からの刺客と戦う。1話完結だった前作と異なり、連続ストーリーとなっている。また、読者からのキャラクター公募も前作から引き続き行われた。

### 柴田亜美
- 勇者への道
初期は作者自身が勇者となり、仲間とともに魔王打倒に向かうRPG風4コマ漫画だったが、次第に他誌の編集者とのやりとりなどを中心とした作者の日常漫画へと変わる。
単行本：ラポート ISBN 9784897992624

### 志摩冬青
- 小景雑帳

## た行

### たなか拓哉
- 回転木馬の夜

### 十架
- マジマジ漫画の扉（2005年5月号 - 2006年4月号）
漫画家志望を自称しながらも、まったく努力をせずに怠惰に暮らす少年・太郎のもとに仙女・師（つかさ）が現れ、スパルタ式に漫画の描き方をレクチャーする。

### 遠山拓磨
- 恐怖の悶々黙示録
単行本：ラポート ISBN 9784897991757
- 遠山塾（2000年1月号 - 2007年9月号）
読者から送られてきた「どうでもいい悩み」に、塾長こと遠山が漫画形式で「いいかげんに答える」という読者参加企画。だが実際は、読者からの相談よりも作者自身の身の回りの出来事を描いた部分の方が比重が大きく、読者のハガキが使われることは少なかった。
2005年から2006年にかけては、遠山塾長の本業が多忙でコーナーを続けることが難しかったため、「遠山塾・流転編」と題して他の漫画執筆者が月ごとに代替わり制で塾長を担当していたが、読者の投稿ハガキは本家よりもこちらの方が多く採用されていた。
単行本：大都社 ISBN 9784886534699
- 遠山塾長のグダグダアワー（2007年10月号 - ）
「遠山塾」から読者投稿の部分を取り去り、近況漫画のみの形となったもの。線が太くなり、トーンが使用されなくなった。

## は行

### ハノイ羽純
- エンドルフィン症候群（2000年4月号 - 2008年12月号）
名目上は日記漫画だが、内容は別世界を舞台にしたフィクション（作者曰く、「嘘ではなく、出鱈目」）。稀に作者の周囲に本当にあった出来事が描かれたり、作者お気に入りのアイドルや漫画の事を語るためにページが費やされる事もある。
当初、登場人物のほとんどは名無しだったが、2003年に大規模な公募が行われ、レギュラー勢のみならず、1コマのみの端役に至るまで名前が付けられた。
2007年11月号から最終回までは、2人の少女が異界を巡る連続ストーリーが展開された。
「エン症」または「炎症」といった略称で呼ばれる。

### 米根真紀
- 小桧山中学吹奏楽部
単行本：ラポート ISBN 9784897994529

## ま行

### 武者影
- 鬼呼ぶ人々!?
単行本：ラポート ISBN 9784897994116

### むつきらん
- グリーンタウンの郵便屋さん（2002年3月号 - 2002年5月号）
単行本：ラポート ISBN 9784897994680

## や行

### 吉崎観音
- FANTA&SWEAT
単行本：ラポート
  1. ISBN 9784897991443
  2. ISBN 9784897992365

## ら行

### ライム雷人
- ぽけっとしあたあ。（2003年6月号 - ）
人里離れた映画館で上映されている映画という設定の、読み切り形式ハートフル・ストーリーコミック。少女と少年の交流を描くものが多い。
不定期に「休館日」と題して、管理人である双子の姉妹の様子が描かれる。
略称は「ぽけしあ」。